# Seznam medailistů na mistrovství světa v alpském lyžování
Toto je seznam medailistů na mistrovství světa v alpském lyžování. V letech 1948–1980 byly olympijské závody současně událostmi mistrovství světa a vítězům je přidělen titul mistra světa.

## Muži

### Sjezd (muži)
| Rok                            | Zlato                                    | Stříbro                                                          | Bronz                                                         |
| ------------------------------ | ---------------------------------------- | ---------------------------------------------------------------- | ------------------------------------------------------------- |
| MS 1931 Mürren                 | Walter Prager Švýcarsko (SUI)            | Otto Furrer Švýcarsko (SUI)                                      | Willi Steuri Švýcarsko (SUI)                                  |
| MS 1932 Cortina d'Ampezzo      | Gustav Lantschner Rakousko (AUT)         | David Zogg Švýcarsko (SUI)                                       | Otto Furrer Švýcarsko (SUI)                                   |
| MS 1933 Innsbruck              | Walter Prager Švýcarsko (SUI)            | David Zogg Švýcarsko (SUI)                                       | Hans Hauser Rakousko (AUT)                                    |
| MS 1934 Svatý Mořic            | David Zogg Švýcarsko (SUI)               | Franz Pfnür Německo (GER)                                        | Heinz von Allmen Švýcarsko (SUI) Ido Cattaneo Itálie (ITA)    |
| MS 1935 Mürren                 | Franz Zingerle Rakousko (AUT)            | Émile Allais Francie (FRA)                                       | Willi Steuri Švýcarsko (SUI)                                  |
| MS 1936 Innsbruck              | Rudolf Rominger Švýcarsko (SUI)          | Giacinto Sertorelli Itálie (ITA)                                 | Heinz von Allmen Švýcarsko (SUI)                              |
| MS 1937 Chamonix               | Émile Allais Francie (FRA)               | Maurice Lafforgue Francie (FRA) Giacinto Sertorelli Itálie (ITA) | medaile neudělena                                             |
| MS 1938 Engelberg              | James Couttet Francie (FRA)              | Émile Allais Francie (FRA)                                       | Hellmut Lantschner Německo (GER)                              |
| MS 1939 Zakopané               | Hellmut Lantschner Německo (GER)         | Josef Jennewein Německo (GER)                                    | Karl Molitor Švýcarsko (SUI)                                  |
| MS 1941 Cortina d'Ampezzo      | Josef Jennewein Německo (GER)            | Alberto Marcellin Itálie (ITA)                                   | Rudolf Cranz Německo (GER)                                    |
| ZOH 1948 Svatý Mořic           | Henri Oreiller · Francie (FRA)           | Franz Gabl · Rakousko (AUT)                                      | Karl Molitor · Švýcarsko (SUI) Rolf Olinger · Švýcarsko (SUI) |
| MS 1950 Aspen                  | Zeno Colò Itálie (ITA)                   | James Couttet Francie (FRA)                                      | Egon Schöpf Rakousko (AUT)                                    |
| ZOH 1952 Oslo                  | Zeno Colò · Itálie (ITA)                 | Othmar Schneider · Rakousko (AUT)                                | Christian Pravda · Rakousko (AUT)                             |
| MS 1954 Åre                    | Christian Pravda Rakousko (AUT)          | Martin Strolz Rakousko (AUT)                                     | Ernst Obereigner Rakousko (AUT)                               |
| ZOH 1956 Cortina d'Ampezzo     | Toni Sailer · Rakousko (AUT)             | Raymond Fellay · Švýcarsko (SUI)                                 | Andreas Molterer · Rakousko (AUT)                             |
| MS 1958 Bad Gastein            | Toni Sailer Rakousko (AUT)               | Roger Staub Švýcarsko (SUI)                                      | Jean Vuarnet Francie (FRA)                                    |
| ZOH 1960 Squaw Valley          | Jean Vuarnet · Francie (FRA)             | Hans-Peter Lanig · Tým sjednoceného Německa (EUA)                | Guy Périllat · Francie (FRA)                                  |
| MS 1962 Chamonix               | Karl Schranz Rakousko (AUT)              | Émile Viollat Francie (FRA)                                      | Egon Zimmermann Rakousko (AUT)                                |
| ZOH 1964 Innsbruck             | Egon Zimmermann · Rakousko (AUT)         | Léo Lacroix · Francie (FRA)                                      | Wolgang Bartels · Tým sjednoceného Německa (EUA)              |
| MS 1966 Portillo               | Jean-Claude Killy Francie (FRA)          | Léo Lacroix Francie (FRA)                                        | Franz Vogler Západní Německo (FRG)                            |
| ZOH 1968 Grenoble              | Jean-Claude Killy · Francie (FRA)        | Guy Périllat · Francie (FRA)                                     | Jean-Daniel Dätwyler · Švýcarsko (SUI)                        |
| MS 1970 Val Gardena            | Bernhard Russi Švýcarsko (SUI)           | Karl Cordin Rakousko (AUT)                                       | Malcolm Milne Austrálie (AUS)                                 |
| ZOH 1972 Sapporo               | Bernhard Russi · Švýcarsko (SUI)         | Roland Collombin · Švýcarsko (SUI)                               | Heinrich Messner · Rakousko (AUT)                             |
| MS 1974 Svatý Mořic            | David Zwilling Rakousko (AUT)            | Franz Klammer Rakousko (AUT)                                     | Willi Frommelt Lichtenštejnsko (LIE)                          |
| ZOH 1976 Innsbruck             | Franz Klammer · Rakousko (AUT)           | Bernhard Russi · Švýcarsko (SUI)                                 | Herbert Plank · Itálie (ITA)                                  |
| MS 1978 Garmisch-Partenkirchen | Josef Walcher Rakousko (AUT)             | Michael Veith Západní Německo (FRG)                              | Werner Grissmann Rakousko (AUT)                               |
| ZOH 1980 Lake Placid           | Leonhard Stock · Rakousko (AUT)          | Peter Wirnsberger · Rakousko (AUT)                               | Steve Podborski · Kanada (CAN)                                |
| MS 1982 Schladming             | Harti Weirather Rakousko (AUT)           | Conradin Cathomen Švýcarsko (SUI)                                | Erwin Resch Rakousko (AUT)                                    |
| MS 1985 Bormio                 | Pirmin Zurbriggen Švýcarsko (SUI)        | Peter Müller Švýcarsko (SUI)                                     | Doug Lewis Spojené státy americké (USA)                       |
| MS 1987 Crans-Montana          | Peter Müller Švýcarsko (SUI)             | Pirmin Zurbriggen Švýcarsko (SUI)                                | Karl Alpiger Švýcarsko (SUI)                                  |
| MS 1989 Vail                   | Hansjörg Tauscher Západní Německo (FRG)  | Peter Müller Švýcarsko (SUI)                                     | Karl Alpiger Švýcarsko (SUI)                                  |
| MS 1991 Saalbach-Hinterglemm   | Franz Heinzer Švýcarsko (SUI)            | Peter Runggaldier Itálie (ITA)                                   | Daniel Mahrer Švýcarsko (SUI)                                 |
| MS 1993 Morioka                | Urs Lehmann Švýcarsko (SUI)              | Atle Skårdal Norsko (NOR)                                        | AJ Kitt Spojené státy americké (USA)                          |
| MS 1996 Sierra Nevada          | Patrick Ortlieb Rakousko (AUT)           | Kristian Ghedina Itálie (ITA)                                    | Luc Alphand Francie (FRA)                                     |
| MS 1997 Sestriere              | Bruno Kernen Švýcarsko (SUI)             | Lasse Kjus Norsko (NOR)                                          | Kristian Ghedina Itálie (ITA)                                 |
| MS 1999 Vail                   | Hermann Maier Rakousko (AUT)             | Lasse Kjus Norsko (NOR)                                          | Kjetil André Aamodt Norsko (NOR)                              |
| MS 2001 Sankt Anton am Arlberg | Hannes Trinkl Rakousko (AUT)             | Hermann Maier Rakousko (AUT)                                     | Florian Eckert Německo (GER)                                  |
| MS 2003 Svatý Mořic            | Michael Walchhofer Rakousko (AUT)        | Kjetil André Aamodt Norsko (NOR)                                 | Bruno Kernen Švýcarsko (SUI)                                  |
| MS 2005 Bormio                 | Bode Miller Spojené státy americké (USA) | Daron Rahlves Spojené státy americké (USA)                       | Michael Walchhofer Rakousko (AUT)                             |
| MS 2007 Åre                    | Aksel Lund Svindal Norsko (NOR)          | Jan Hudec Kanada (CAN)                                           | Patrik Järbyn Švédsko (SWE)                                   |
| MS 2009 Val-d'Isère            | John Kucera Kanada (CAN)                 | Didier Cuche Švýcarsko (SUI)                                     | Carlo Janka Švýcarsko (SUI)                                   |
| MS 2011 Garmisch-Partenkirchen | Erik Guay Kanada (CAN)                   | Didier Cuche Švýcarsko (SUI)                                     | Christof Innerhofer Itálie (ITA)                              |
| MS 2013 Planai                 | Aksel Lund Svindal Norsko (NOR)          | Dominik Paris Itálie (ITA)                                       | David Poisson Francie (FRA)                                   |
| MS 2015 Vail a Beaver Creek    | Patrick Küng Švýcarsko (SUI)             | Travis Ganong Spojené státy americké (USA)                       | Beat Feuz Švýcarsko (SUI)                                     |
| MS 2017 Svatý Mořic            | Beat Feuz Švýcarsko (SUI)                | Erik Guay Kanada (CAN)                                           | Max Franz Rakousko (AUT)                                      |
| MS 2019 Åre                    | Kjetil Jansrud Norsko (NOR)              | Aksel Lund Svindal Norsko (NOR)                                  | Vincent Kriechmayr Rakousko (AUT)                             |
| MS 2021 Cortina d'Ampezzo      | Vincent Kriechmayr Rakousko (AUT)        | Andreas Sander Německo (GER)                                     | Beat Feuz Švýcarsko (SUI)                                     |
| MS 2023 Courchevel a Méribel   | Marco Odermatt Švýcarsko (SUI)           | Aleksander Aamodt Kilde Norsko (NOR)                             | Cameron Alexander Kanada (CAN)                                |
| MS 2025 Saalbach               | Franjo von Allmen Švýcarsko (SUI)        | Vincent Kriechmayr Rakousko (AUT)                                | Alexis Monney Švýcarsko (SUI)                                 |

### Super G (muži)
| Rok                            | Zlato                                                | Stříbro                                                               | Bronz                                 |
| ------------------------------ | ---------------------------------------------------- | --------------------------------------------------------------------- | ------------------------------------- |
| MS 1987 Crans-Montana          | Pirmin Zurbriggen Švýcarsko (SUI)                    | Marc Girardelli Lucembursko (LUX)                                     | Markus Wasmeier Západní Německo (FRG) |
| MS 1989 Vail                   | Martin Hangl Švýcarsko (SUI)                         | Pirmin Zurbriggen Švýcarsko (SUI)                                     | Tomaž Čižman Jugoslávie (YUG)         |
| MS 1991 Saalbach-Hinterglemm   | Stephan Eberharter Rakousko (AUT)                    | Kjetil André Aamodt Norsko (NOR)                                      | Franck Piccard Francie (FRA)          |
| MS 1993 Morioka                | nejelo se                                            | nejelo se                                                             | nejelo se                             |
| MS 1996 Sierra Nevada          | Atle Skårdal Norsko (NOR)                            | Patrik Järbyn Švédsko (SWE)                                           | Kjetil André Aamodt Norsko (NOR)      |
| MS 1997 Sestriere              | Atle Skårdal Norsko (NOR)                            | Lasse Kjus Norsko (NOR)                                               | Günther Mader Rakousko (AUT)          |
| MS 1999 Vail                   | Hermann Maier Rakousko (AUT) Lasse Kjus Norsko (NOR) | medaile neudělena                                                     | Hans Knauss Rakousko (AUT)            |
| MS 2001 Sankt Anton am Arlberg | Daron Rahlves Spojené státy americké (USA)           | Stephan Eberharter Rakousko (AUT)                                     | Hermann Maier Rakousko (AUT)          |
| MS 2003 Svatý Mořic            | Stephan Eberharter Rakousko (AUT)                    | Hermann Maier Rakousko (AUT) Bode Miller Spojené státy americké (USA) | medaile neudělena                     |
| MS 2005 Bormio                 | Bode Miller Spojené státy americké (USA)             | Michael Walchhofer Rakousko (AUT)                                     | Benjamin Raich Rakousko (AUT)         |
| MS 2007 Åre                    | Patrick Staudacher Itálie (ITA)                      | Fritz Strobl Rakousko (AUT)                                           | Bruno Kernen Švýcarsko (SUI)          |
| MS 2009 Val-d'Isère            | Didier Cuche Švýcarsko (SUI)                         | Peter Fill Itálie (ITA)                                               | Aksel Lund Svindal Norsko (NOR)       |
| MS 2011 Garmisch-Partenkirchen | Christof Innerhofer Itálie (ITA)                     | Hannes Reichelt Rakousko (AUT)                                        | Ivica Kostelić Chorvatsko (CRO)       |
| MS 2013 Planai                 | Ted Ligety Spojené státy americké (USA)              | Gauthier de Tessières Francie (FRA)                                   | Aksel Lund Svindal Norsko (NOR)       |
| MS 2015 Vail a Beaver Creek    | Hannes Reichelt Rakousko (AUT)                       | Dustin Cook Kanada (CAN)                                              | Adrien Théaux Francie (FRA)           |
| MS 2017 Svatý Mořic            | Erik Guay Kanada (CAN)                               | Kjetil Jansrud Norsko (NOR)                                           | Manuel Osborne-Paradis Kanada (CAN)   |
| MS 2019 Åre                    | Dominik Paris Itálie (ITA)                           | Johan Clarey Francie (FRA) Vincent Kriechmayr Rakousko (AUT)          | medaile neudělena                     |
| MS 2021 Cortina d'Ampezzo      | Vincent Kriechmayr Rakousko (AUT)                    | Romed Baumann Německo (GER)                                           | Alexis Pinturault Francie (FRA)       |
| MS 2023 Courchevel a Méribel   | James Crawford Kanada (CAN)                          | Aleksander Aamodt Kilde Norsko (NOR)                                  | Alexis Pinturault Francie (FRA)       |
| MS 2025 Saalbach               | Marco Odermatt Švýcarsko (SUI)                       | Raphael Haaser Rakousko (AUT)                                         | Adrian Smiseth Sejersted Norsko (NOR) |

### Obří slalom (muži)
| Rok                            | Zlato                                    | Stříbro                                | Bronz                                                      |
| ------------------------------ | ---------------------------------------- | -------------------------------------- | ---------------------------------------------------------- |
| MS 1950 Aspen                  | Zeno Colò Itálie (ITA)                   | Fernand Grosjean Švýcarsko (SUI)       | James Couttet Francie (FRA)                                |
| MS 1954 Åre                    | Stein Eriksen Norsko (NOR)               | François Bonlieu Francie (FRA)         | Andreas Molterer Rakousko (AUT)                            |
| ZOH 1956 Cortina d'Ampezzo     | Toni Sailer · Rakousko (AUT)             | Andreas Molterer · Rakousko (AUT)      | Walter Schuster · Rakousko (AUT)                           |
| MS 1958 Bad Gastein            | Toni Sailer Rakousko (AUT)               | Josef Rieder Rakousko (AUT)            | François Bonlieu Francie (FRA) Roger Staub Švýcarsko (SUI) |
| ZOH 1960 Squaw Valley          | Roger Staub · Švýcarsko (SUI)            | Josef Stiegler · Rakousko (AUT)        | Ernst Hinterseer · Rakousko (AUT)                          |
| MS 1962 Chamonix               | Egon Zimmermann Rakousko (AUT)           | Karl Schranz Rakousko (AUT)            | Martin Burger Rakousko (AUT)                               |
| ZOH 1964 Innsbruck             | François Bonlieu · Francie (FRA)         | Karl Schranz · Rakousko (AUT)          | Josef Stiegler · Rakousko (AUT)                            |
| MS 1966 Portillo               | Guy Périllat Francie (FRA)               | Georges Mauduit Francie (FRA)          | Karl Schranz Rakousko (AUT)                                |
| ZOH 1968 Grenoble              | Jean-Claude Killy · Francie (FRA)        | Willy Favre · Švýcarsko (SUI)          | Heinrich Messner · Rakousko (AUT)                          |
| MS 1970 Val Gardena            | Karl Schranz Rakousko (AUT)              | Werner Bleiner Rakousko (AUT)          | Dumeng Giovanoli Švýcarsko (SUI)                           |
| ZOH 1972 Sapporo               | Gustav Thöni · Itálie (ITA)              | Edmund Bruggmann · Švýcarsko (SUI)     | Werner Mattle · Švýcarsko (SUI)                            |
| MS 1974 Svatý Mořic            | Gustav Thöni Itálie (ITA)                | Hansi Hinterseer Rakousko (AUT)        | Piero Gros Itálie (ITA)                                    |
| ZOH 1976 Innsbruck             | Heini Hemmi · Švýcarsko (SUI)            | Ernst Good · Švýcarsko (SUI)           | Ingemar Stenmark · Švédsko (SWE)                           |
| MS 1978 Garmisch-Partenkirchen | Ingemar Stenmark Švédsko (SWE)           | Andreas Wenzel Lichtenštejnsko (LIE)   | Willi Frommelt Lichtenštejnsko (LIE)                       |
| ZOH 1980 Lake Placid           | Ingemar Stenmark · Švédsko (SWE)         | Andreas Wenzel · Lichtenštejnsko (LIE) | Hans Enn · Rakousko (AUT)                                  |
| MS 1982 Schladming             | Steve Mahre Spojené státy americké (USA) | Ingemar Stenmark Švédsko (SWE)         | Boris Strel Jugoslávie (YUG)                               |
| MS 1985 Bormio                 | Markus Wasmeier Západní Německo (FRG)    | Pirmin Zurbriggen Švýcarsko (SUI)      | Marc Girardelli Lucembursko (LUX)                          |
| MS 1987 Crans-Montana          | Pirmin Zurbriggen Švýcarsko (SUI)        | Marc Girardelli Lucembursko (LUX)      | Alberto Tomba Itálie (ITA)                                 |
| MS 1989 Vail                   | Rudolf Nierlich Rakousko (AUT)           | Helmut Mayer Rakousko (AUT)            | Pirmin Zurbriggen Švýcarsko (SUI)                          |
| MS 1991 Saalbach-Hinterglemm   | Rudolf Nierlich Rakousko (AUT)           | Urs Kälin Švýcarsko (SUI)              | Johan Wallner Švédsko (SWE)                                |
| MS 1993 Morioka                | Kjetil André Aamodt Norsko (NOR)         | Rainer Salzgeber Rakousko (AUT)        | Johan Wallner Švédsko (SWE)                                |
| MS 1996 Sierra Nevada          | Alberto Tomba Itálie (ITA)               | Urs Kälin Švýcarsko (SUI)              | Michael von Grünigen Švýcarsko (SUI)                       |
| MS 1997 Sestriere              | Michael von Grünigen Švýcarsko (SUI)     | Lasse Kjus Norsko (NOR)                | Andreas Schifferer Rakousko (AUT)                          |
| MS 1999 Vail                   | Lasse Kjus Norsko (NOR)                  | Marco Büchel Lichtenštejnsko (LIE)     | Steve Locher Švýcarsko (SUI)                               |
| MS 2001 Sankt Anton am Arlberg | Michael von Grünigen Švýcarsko (SUI)     | Kjetil André Aamodt Norsko (NOR)       | Frédéric Covili Francie (FRA)                              |
| MS 2003 Svatý Mořic            | Bode Miller Spojené státy americké (USA) | Hans Knauss Rakousko (AUT)             | Erik Schlopy Spojené státy americké (USA)                  |
| MS 2005 Bormio                 | Hermann Maier Rakousko (AUT)             | Benjamin Raich Rakousko (AUT)          | Daron Rahlves Spojené státy americké (USA)                 |
| MS 2007 Åre                    | Aksel Lund Svindal Norsko (NOR)          | Daniel Albrecht Švýcarsko (SUI)        | Didier Cuche Švýcarsko (SUI)                               |
| MS 2009 Val-d'Isère            | Carlo Janka Švýcarsko (SUI)              | Benjamin Raich Rakousko (AUT)          | Ted Ligety Spojené státy americké (USA)                    |
| MS 2011 Garmisch-Partenkirchen | Ted Ligety Spojené státy americké (USA)  | Cyprien Richard Francie (FRA)          | Philipp Schörghofer Rakousko (AUT)                         |
| MS 2013 Planai                 | Ted Ligety Spojené státy americké (USA)  | Marcel Hirscher Rakousko (AUT)         | Manfred Mölgg Itálie (ITA)                                 |
| MS 2015 Vail a Beaver Creek    | Ted Ligety Spojené státy americké (USA)  | Marcel Hirscher Rakousko (AUT)         | Alexis Pinturault Francie (FRA)                            |
| MS 2017 Svatý Mořic            | Marcel Hirscher Rakousko (AUT)           | Roland Leitinger Rakousko (AUT)        | Leif Kristian Haugen Norsko (NOR)                          |
| MS 2019 Åre                    | Henrik Kristoffersen Norsko (NOR)        | Marcel Hirscher Rakousko (AUT)         | Alexis Pinturault Francie (FRA)                            |
| MS 2021 Cortina d'Ampezzo      | Mathieu Faivre Francie (FRA)             | Luca De Aliprandini Itálie (ITA)       | Marco Schwarz Rakousko (AUT)                               |
| MS 2023 Courchevel a Méribel   | Marco Odermatt Švýcarsko (SUI)           | Loïc Meillard Švýcarsko (SUI)          | Marco Schwarz Rakousko (AUT)                               |
| MS 2025 Saalbach               | Raphael Haaser Rakousko (AUT)            | Thomas Tumler Švýcarsko (SUI)          | Loïc Meillard Švýcarsko (SUI)                              |

### Slalom (muži)
| Rok                            | Zlato                                                        | Stříbro                                     | Bronz                                                         |
| ------------------------------ | ------------------------------------------------------------ | ------------------------------------------- | ------------------------------------------------------------- |
| MS 1931 Mürren                 | David Zogg Švýcarsko (SUI)                                   | Anton Seelos Rakousko (AUT)                 | Friedl Däuber Německo (GER)                                   |
| MS 1932 Cortina d'Ampezzo      | Friedl Däuber Německo (GER)                                  | Otto Furrer Švýcarsko (SUI)                 | Hans Hauser Rakousko (AUT)                                    |
| MS 1933 Innsbruck              | Anton Seelos Rakousko (AUT)                                  | Gustav Lantschner Rakousko (AUT)            | Willi Steuri Švýcarsko (SUI)                                  |
| MS 1934 Svatý Mořic            | Franz Pfnür Německo (GER)                                    | David Zogg Švýcarsko (SUI)                  | Willi Steuri Švýcarsko (SUI)                                  |
| MS 1935 Mürren                 | Anton Seelos Rakousko (AUT)                                  | David Zogg Švýcarsko (SUI)                  | Friedl Pfeiffer Rakousko (AUT) François Vignole Francie (FRA) |
| MS 1936 Innsbruck              | Rudolph Matt Rakousko (AUT)                                  | Eberhard Kneissl Rakousko (AUT)             | Rudolf Rominger Švýcarsko (SUI)                               |
| MS 1937 Chamonix               | Émile Allais Francie (FRA)                                   | Wilhelm Walch Rakousko (AUT)                | Roman Wörndle Německo (GER)                                   |
| MS 1938 Engelberg              | Rudolf Rominger Švýcarsko (SUI)                              | Émile Allais Francie (FRA)                  | Hellmut Lantschner Německo (GER)                              |
| MS 1939 Zakopané               | Rudolf Rominger Švýcarsko (SUI)                              | Josef Jennewein Německo (GER)               | Wilhelm Walch Německo (GER)                                   |
| MS 1941 Cortina d'Ampezzo      | Albert Pfeifer Německo (GER) Vittorio Chierroni Itálie (ITA) | medaile neudělena                           | Alberto Marcellin Itálie (ITA)                                |
| ZOH 1948 Svatý Mořic           | Edy Reinalter · Švýcarsko (SUI)                              | James Couttet · Francie (FRA)               | Henri Oreiller · Francie (FRA)                                |
| MS 1950 Aspen                  | Georges Schneider Švýcarsko (SUI)                            | Zeno Colò Itálie (ITA)                      | Stein Eriksen Norsko (NOR)                                    |
| ZOH 1952 Oslo                  | Othmar Schneider · Rakousko (AUT)                            | Stein Eriksen · Norsko (NOR)                | Guttorm Berge · Norsko (NOR)                                  |
| MS 1954 Åre                    | Stein Eriksen Norsko (NOR)                                   | Benedikt Obermüller Západní Německo (FRG)   | Toni Spiss Rakousko (AUT)                                     |
| ZOH 1956 Cortina d'Ampezzo     | Toni Sailer · Rakousko (AUT)                                 | Čiharu Igaja · Japonsko (JPN)               | Stig Sollander · Švédsko (SWE)                                |
| MS 1958 Bad Gastein            | Josef Rieder Rakousko (AUT)                                  | Toni Sailer Rakousko (AUT)                  | Čiharu Igaja Japonsko (JPN)                                   |
| ZOH 1960 Squaw Valley          | Ernst Hinterseer · Rakousko (AUT)                            | Matthias Leitner · Rakousko (AUT)           | Charles Bozon · Francie (FRA)                                 |
| MS 1962 Chamonix               | Charles Bozon Francie (FRA)                                  | Guy Périllat Francie (FRA)                  | Gerhard Nenning Rakousko (AUT)                                |
| ZOH 1964 Innsbruck             | Josef Stiegler · Rakousko (AUT)                              | William Kidd · Spojené státy americké (USA) | James Heuga · Spojené státy americké (USA)                    |
| MS 1966 Portillo               | Carlo Senoner Itálie (ITA)                                   | Guy Périllat Francie (FRA)                  | Louis Jauffret Francie (FRA)                                  |
| ZOH 1968 Grenoble              | Jean-Claude Killy · Francie (FRA)                            | Herbert Huber · Rakousko (AUT)              | Alfred Matt · Rakousko (AUT)                                  |
| MS 1970 Val Gardena            | Jean-Noël Augert Francie (FRA)                               | Patrick Russel Francie (FRA)                | Billy Kidd Spojené státy americké (USA)                       |
| ZOH 1972 Sapporo               | Francisco Fernández Ochoa · Španělsko (ESP)                  | Gustav Thöni · Itálie (ITA)                 | Roland Thöni · Itálie (ITA)                                   |
| MS 1974 Svatý Mořic            | Gustav Thöni Itálie (ITA)                                    | David Zwilling Rakousko (AUT)               | Francisco Fernández Ochoa Španělsko (ESP)                     |
| ZOH 1976 Innsbruck             | Piero Gros · Itálie (ITA)                                    | Gustav Thöni · Itálie (ITA)                 | Willi Frommelt · Lichtenštejnsko (LIE)                        |
| MS 1978 Garmisch-Partenkirchen | Ingemar Stenmark Švédsko (SWE)                               | Piero Gros Itálie (ITA)                     | Paul Frommelt Lichtenštejnsko (LIE)                           |
| ZOH 1980 Lake Placid           | Ingemar Stenmark · Švédsko (SWE)                             | Phil Mahre · Spojené státy americké (USA)   | Jacques Lüthy · Švýcarsko (SUI)                               |
| MS 1982 Schladming             | Ingemar Stenmark Švédsko (SWE)                               | Bojan Križaj Jugoslávie (YUG)               | Bengt Fjällberg Švédsko (SWE)                                 |
| MS 1985 Bormio                 | Jonas Nilsson Švédsko (SWE)                                  | Marc Girardelli Lucembursko (LUX)           | Robert Zoller Rakousko (AUT)                                  |
| MS 1987 Crans-Montana          | Frank Wörndl Západní Německo (FRG)                           | Günther Mader Rakousko (AUT)                | Armin Bittner Západní Německo (FRG)                           |
| MS 1989 Vail                   | Rudolf Nierlich Rakousko (AUT)                               | Armin Bittner Západní Německo (FRG)         | Marc Girardelli Lucembursko (LUX)                             |
| MS 1991 Saalbach-Hinterglemm   | Marc Girardelli Lucembursko (LUX)                            | Thomas Stangassinger Rakousko (AUT)         | Ole Kristian Furuseth Norsko (NOR)                            |
| MS 1993 Morioka                | Kjetil André Aamodt Norsko (NOR)                             | Marc Girardelli Lucembursko (LUX)           | Thomas Stangassinger Rakousko (AUT)                           |
| MS 1996 Sierra Nevada          | Alberto Tomba Itálie (ITA)                                   | Mario Reiter Rakousko (AUT)                 | Michael von Grünigen Švýcarsko (SUI)                          |
| MS 1997 Sestriere              | Tom Stiansen Norsko (NOR)                                    | Sébastien Amiez Francie (FRA)               | Alberto Tomba Itálie (ITA)                                    |
| MS 1999 Vail                   | Kalle Palander Finsko (FIN)                                  | Lasse Kjus Norsko (NOR)                     | Christian Mayer Rakousko (AUT)                                |
| MS 2001 Sankt Anton am Arlberg | Mario Matt Rakousko (AUT)                                    | Benjamin Raich Rakousko (AUT)               | Mitja Kunc Slovinsko (SLO)                                    |
| MS 2003 Svatý Mořic            | Ivica Kostelić Chorvatsko (CRO)                              | Silvan Zurbriggen Švýcarsko (SUI)           | Giorgio Rocca Itálie (ITA)                                    |
| MS 2005 Bormio                 | Benjamin Raich Rakousko (AUT)                                | Rainer Schönfelder Rakousko (AUT)           | Giorgio Rocca Itálie (ITA)                                    |
| MS 2007 Åre                    | Mario Matt Rakousko (AUT)                                    | Manfred Mölgg Itálie (ITA)                  | Jean-Baptiste Grange Francie (FRA)                            |
| MS 2009 Val-d'Isère            | Manfred Pranger Rakousko (AUT)                               | Julien Lizeroux Francie (FRA)               | Michael Janyk Kanada (CAN)                                    |
| MS 2011 Garmisch-Partenkirchen | Jean-Baptiste Grange Francie (FRA)                           | Jens Byggmark Švédsko (SWE)                 | Manfred Mölgg Itálie (ITA)                                    |
| MS 2013 Planai                 | Marcel Hirscher Rakousko (AUT)                               | Felix Neureuther Německo (GER)              | Mario Matt Rakousko (AUT)                                     |
| MS 2015 Vail a Beaver Creek    | Jean-Baptiste Grange Francie (FRA)                           | Fritz Dopfer Německo (GER)                  | Felix Neureuther Německo (GER)                                |
| MS 2017 Svatý Mořic            | Marcel Hirscher Rakousko (AUT)                               | Manuel Feller Rakousko (AUT)                | Felix Neureuther Německo (GER)                                |
| MS 2019 Åre                    | Marcel Hirscher Rakousko (AUT)                               | Michael Matt Rakousko (AUT)                 | Marco Schwarz Rakousko (AUT)                                  |
| MS 2021 Cortina d'Ampezzo      | Sebastian Foss-Solevåg Norsko (NOR)                          | Adrian Pertl Rakousko (AUT)                 | Henrik Kristoffersen Norsko (NOR)                             |
| MS 2023 Courchevel a Méribel   | Henrik Kristoffersen Norsko (NOR)                            | AJ Ginnis Řecko (GRE)                       | Alex Vinatzer Itálie (ITA)                                    |
| MS 2025 Saalbach               | Loïc Meillard Švýcarsko (SUI)                                | Atle Lie McGrath Norsko (NOR)               | Linus Straßer Německo (GER)                                   |

### Kombinace (muži)
- Od MS 2007 v Åre - superkombinace

| Rok                            | Zlato                                           | Stříbro                                | Bronz                                            |
| ------------------------------ | ----------------------------------------------- | -------------------------------------- | ------------------------------------------------ |
| MS 1932 Cortina d'Ampezzo      | Otto Furrer Švýcarsko (SUI)                     | Hans Hauser Rakousko (AUT)             | Gustav Lantschner Rakousko (AUT)                 |
| MS 1933 Innsbruck              | Anton Seelos Rakousko (AUT)                     | Willi Steuri Švýcarsko (SUI)           | Otto Furrer Švýcarsko (SUI)                      |
| MS 1934 Svatý Mořic            | David Zogg Švýcarsko (SUI)                      | Franz Pfnür Německo (GER)              | Heinz von Allmen Švýcarsko (SUI)                 |
| MS 1935 Mürren                 | Anton Seelos Rakousko (AUT)                     | Émile Allais Francie (FRA)             | Birger Ruud Norsko (NOR)                         |
| MS 1936 Innsbruck              | Rudolf Rominger Švýcarsko (SUI)                 | Heinz von Allmen Švýcarsko (SUI)       | Eberhard Kneissl Rakousko (AUT)                  |
| MS 1937 Chamonix               | Émile Allais Francie (FRA)                      | Maurice Lafforgue Francie (FRA)        | Willi Steuri Švýcarsko (SUI)                     |
| MS 1938 Engelberg              | Émile Allais Francie (FRA)                      | Rudolf Rominger Švýcarsko (SUI)        | Hellmut Lantschner Německo (GER)                 |
| MS 1939 Zakopané               | Josef Jennewein Německo (GER)                   | Wilhelm Walch Německo (GER)            | Rudolf Rominger Švýcarsko (SUI)                  |
| MS 1941 Cortina d'Ampezzo      | Josef Jennewein Německo (GER)                   | Alberto Marcellin Itálie (ITA)         | Vittorio Chierroni Itálie (ITA)                  |
| ZOH 1948 Svatý Mořic           | Henri Oreiller · Francie (FRA)                  | Karl Molitor · Švýcarsko (SUI)         | James Couttet · Francie (FRA)                    |
| MS 1954 Åre                    | Stein Eriksen Norsko (NOR)                      | Christian Pravda Rakousko (AUT)        | Stig Sollander Švédsko (SWE)                     |
| ZOH 1956 Cortina d'Ampezzo     | Toni Sailer · Rakousko (AUT)                    | Charles Bozon · Francie (FRA)          | Stig Sollander · Švédsko (SWE)                   |
| MS 1958 Bad Gastein            | Toni Sailer Rakousko (AUT)                      | Josef Rieder Rakousko (AUT)            | Roger Staub Švýcarsko (SUI)                      |
| ZOH 1960 Squaw Valley          | Guy Périllat · Francie (FRA)                    | Charles Bozon · Francie (FRA)          | Hanspeter Lanig · Tým sjednoceného Německa (EUA) |
| MS 1962 Chamonix               | Karl Schranz Rakousko (AUT)                     | Gerhard Nenning Rakousko (AUT)         | Ludwig Leitner Západní Německo (FRG)             |
| ZOH 1964 Innsbruck             | Ludwig Leitner · Tým sjednoceného Německa (EUA) | Gerhard Nenning · Rakousko (AUT)       | Billy Kidd · Spojené státy americké (USA)        |
| MS 1966 Portillo               | Jean-Claude Killy Francie (FRA)                 | Léo Lacroix Francie (FRA)              | Ludwig Leitner Západní Německo (FRG)             |
| ZOH 1968 Grenoble              | Jean-Claude Killy · Francie (FRA)               | Dumeng Giovanoli · Švýcarsko (SUI)     | Heinrich Messner · Rakousko (AUT)                |
| MS 1970 Val Gardena            | Billy Kidd Spojené státy americké (USA)         | Patrick Russel Francie (FRA)           | Andrzej Bachleda Polsko (POL)                    |
| ZOH 1972 Sapporo               | Gustav Thöni · Itálie (ITA)                     | Walter Tresch · Švýcarsko (SUI)        | Jim Hunter · Kanada (CAN)                        |
| MS 1974 Svatý Mořic            | Franz Klammer Rakousko (AUT)                    | Andrzej Bachleda Polsko (POL)          | Wolfgang Junginger Západní Německo (FRG)         |
| ZOH 1976 Innsbruck             | Gustav Thöni · Itálie (ITA)                     | Willi Frommelt · Lichtenštejnsko (LIE) | Greg Jones · Spojené státy americké (USA)        |
| MS 1978 Garmisch-Partenkirchen | Andreas Wenzel Lichtenštejnsko (LIE)            | Sepp Ferstl Západní Německo (FRG)      | Pete Patterson Spojené státy americké (USA)      |
| ZOH 1980 Lake Placid           | Phil Mahre · Spojené státy americké (USA)       | Andreas Wenzel · Lichtenštejnsko (LIE) | Leonhard Stock · Rakousko (AUT)                  |
| MS 1982 Schladming             | Michel Vion Francie (FRA)                       | Peter Lüscher Švýcarsko (SUI)          | Anton Steiner Rakousko (AUT)                     |
| MS 1985 Bormio                 | Pirmin Zurbriggen Švýcarsko (SUI)               | Ernst Riedelsperger Rakousko (AUT)     | Thomas Bürgler Švýcarsko (SUI)                   |
| MS 1987 Crans-Montana          | Marc Girardelli Lucembursko (LUX)               | Pirmin Zurbriggen Švýcarsko (SUI)      | Günther Mader Rakousko (AUT)                     |
| MS 1989 Vail                   | Marc Girardelli Lucembursko (LUX)               | Paul Accola Švýcarsko (SUI)            | Günther Mader Rakousko (AUT)                     |
| MS 1991 Saalbach-Hinterglemm   | Stephan Eberharter Rakousko (AUT)               | Kristian Ghedina Itálie (ITA)          | Günther Mader Rakousko (AUT)                     |
| MS 1993 Morioka                | Lasse Kjus Norsko (NOR)                         | Kjetil André Aamodt Norsko (NOR)       | Marc Girardelli Lucembursko (LUX)                |
| MS 1996 Sierra Nevada          | Marc Girardelli Lucembursko (LUX)               | Lasse Kjus Norsko (NOR)                | Günther Mader Rakousko (AUT)                     |
| MS 1997 Sestriere              | Kjetil André Aamodt Norsko (NOR)                | Bruno Kernen Švýcarsko (SUI)           | Mario Reiter Rakousko (AUT)                      |
| MS 1999 Vail                   | Kjetil André Aamodt Norsko (NOR)                | Lasse Kjus Norsko (NOR)                | Paul Accola Švýcarsko (SUI)                      |
| MS 2001 Sankt Anton am Arlberg | Kjetil André Aamodt Norsko (NOR)                | Mario Matt Rakousko (AUT)              | Paul Accola Švýcarsko (SUI)                      |
| MS 2003 Svatý Mořic            | Bode Miller Spojené státy americké (USA)        | Lasse Kjus Norsko (NOR)                | Kjetil André Aamodt Norsko (NOR)                 |
| MS 2005 Bormio                 | Benjamin Raich Rakousko (AUT)                   | Aksel Lund Svindal Norsko (NOR)        | Giorgio Rocca Itálie (ITA)                       |
| MS 2007 Åre                    | Daniel Albrecht Švýcarsko (SUI)                 | Benjamin Raich Rakousko (AUT)          | Marc Berthod Švýcarsko (SUI)                     |
| MS 2009 Val-d'Isère            | Aksel Lund Svindal Norsko (NOR)                 | Julien Lizeroux Francie (FRA)          | Natko Zrnčić-Dim Chorvatsko (CRO)                |
| MS 2011 Garmisch-Partenkirchen | Aksel Lund Svindal Norsko (NOR)                 | Christof Innerhofer Itálie (ITA)       | Peter Fill Itálie (ITA)                          |
| MS 2013 Planai                 | Ted Ligety Spojené státy americké (USA)         | Ivica Kostelić Chorvatsko (CRO)        | Romed Baumann Rakousko (AUT)                     |
| MS 2015 Vail a Beaver Creek    | Marcel Hirscher Rakousko (AUT)                  | Kjetil Jansrud Norsko (NOR)            | Ted Ligety Spojené státy americké (USA)          |
| MS 2017 Svatý Mořic            | Luca Aerni Švýcarsko (SUI)                      | Marcel Hirscher Rakousko (AUT)         | Mauro Caviezel Švýcarsko (SUI)                   |
| MS 2019 Åre                    | Alexis Pinturault Francie (FRA)                 | Štefan Hadalin Slovinsko (SLO)         | Marco Schwarz Rakousko (AUT)                     |
| MS 2021 Cortina d'Ampezzo      | Marco Schwarz Rakousko (AUT)                    | Alexis Pinturault Francie (FRA)        | Loïc Meillard Švýcarsko (SUI)                    |
| MS 2023 Courchevel a Méribel   | Alexis Pinturault Francie (FRA)                 | Marco Schwarz Rakousko (AUT)           | Raphael Haaser Rakousko (AUT)                    |

### Paralelní obří slalom (muži)
| Rok                          | Zlato                          | Stříbro                         | Bronz                         |
| ---------------------------- | ------------------------------ | ------------------------------- | ----------------------------- |
| MS 2021 Cortina d'Ampezzo    | Mathieu Faivre Francie (FRA)   | Filip Zubčić Chorvatsko (CRO)   | Loïc Meillard Švýcarsko (SUI) |
| MS 2023 Courchevel a Méribel | Alexander Schmid Německo (GER) | Dominik Raschner Rakousko (AUT) | Timon Haugan Norsko (NOR)     |

### Týmová kombinace (muži)
| Rok              | Zlato                                           | Stříbro                                  | Bronz                                       |
| ---------------- | ----------------------------------------------- | ---------------------------------------- | ------------------------------------------- |
| MS 2025 Saalbach | Švýcarsko (SUI) Franjo von Allmen Loïc Meillard | Švýcarsko (SUI) Alexis Monney Tanguy Nef | Švýcarsko (SUI) Stefan Rogentin Marc Rochat |

## Ženy

### Sjezd (ženy)
Sjezd žen se koná od prvního ročníku mistrovství světa v alpském lyžování. Nejvýznamnějším soutěžícím v této soutěži je Němka Christl Cranzová se třemi zlatými a dvěma stříbrnými medailemi.
Tabulka zobrazuje medailisty z mistrovství světa v sjezdu v letech 1931–2019. V neoficiálním vydání šampionátu v roce 1941 stáli na stupních vítězů tři německé ženy: Christl Cranzová, Käthe Grasegger a Anneliese Schuh-Proxauf.
| Rok                            | Zlato                                           | Stříbro                                                                          | Bronz                                            |
| ------------------------------ | ----------------------------------------------- | -------------------------------------------------------------------------------- | ------------------------------------------------ |
| MS 1931 Mürren                 | Esmé MacKinnonová Spojené království (GBR)      | Nell Carrollová Spojené království (GBR)                                         | Irma Schmideggová Rakousko (AUT)                 |
| MS 1932 Cortina d'Ampezzo      | Paula Wiesingerová Itálie (ITA)                 | Inge Wersinová-Lantschnerová Rakousko (AUT)                                      | Hady Lantschnerová Rakousko (AUT)                |
| MS 1933 Innsbruck              | Inge Wersinová-Lantschnerová Rakousko (AUT)     | Nini von Arxová-Zoggová Švýcarsko (SUI)                                          | Gerda Paumgartenová Rakousko (AUT)               |
| MS 1934 Svatý Mořic            | Anny Rüeggová Švýcarsko (SUI)                   | Christl Cranzová Německo (GER)                                                   | Lisa Reschová Německo (GER)                      |
| MS 1935 Mürren                 | Christl Cranzová Německo (GER)                  | Hady Pfeifferová-Lantschnerová Německo (GER)                                     | Anny Rüeggová Švýcarsko (SUI)                    |
| MS 1936 Innsbruck              | Evelyn Pinchingová Spojené království (GBR)     | Elvira Osirnigová Švýcarsko (SUI)                                                | Nini von Arxová-Zoggová Země ()                  |
| MS 1937 Chamonix               | Christl Cranzová Německo (GER)                  | Nini von Arxová-Zoggová Švýcarsko (SUI)                                          | Käthe Graseggerová Německo (GER)                 |
| MS 1938 Engelberg              | Lisa Reschová Německo (GER)                     | Christl Cranzová Německo (GER)                                                   | Käthe Graseggerová Německo (GER)                 |
| MS 1939 Zakopané               | Christl Cranzová Německo (GER)                  | Lisa Reschová Německo (GER)                                                      | Helga Gödlová Německo (GER)                      |
| MS 1941 Cortina d'Ampezzo      | Christl Cranzová Německo (GER)                  | Käthe Graseggerová Německo (GER)                                                 | Anneliese Schuhová-Proxaufová Německo (GER)      |
| ZOH 1948 Svatý Mořic           | Hedy Schluneggerová · Švýcarsko (SUI)           | Trude Jochumová-Beiserová · Rakousko (AUT)                                       | Resi Hammererová · Rakousko (AUT)                |
| MS 1950 Aspen                  | Trude Jochumová-Beiserová Rakousko (AUT)        | Erika Mahringerová Rakousko (AUT)                                                | Georgette Thiollièreová Francie (FRA)            |
| ZOH 1952 Oslo                  | Trude Jochumová-Beiserová · Rakousko (AUT)      | Annemarie Buchnerová · Německo (GER)                                             | Giuliana Chenal-Minuzzoová · Itálie (ITA)        |
| MS 1954 Åre                    | Ida Schöpferová Švýcarsko (SUI)                 | Trude Kleckerová Rakousko (AUT)                                                  | Lucienne Schmithová Francie (FRA)                |
| ZOH 1956 Cortina d'Ampezzo     | Madeleine Berthodová · Švýcarsko (SUI)          | Frieda Dänzerová · Švýcarsko (SUI)                                               | Lucille Wheelerová · Kanada (CAN)                |
| MS 1958 Bad Gastein            | Lucile Wheelerová Kanada (CAN)                  | Frieda Dänzerová Švýcarsko (SUI)                                                 | Carla Marchelliová Itálie (ITA)                  |
| ZOH 1960 Squaw Valley          | Heidi Bieblová · Tým sjednoceného Německa (EUA) | Penny Pitouová · Spojené státy americké (USA)                                    | Traudl Hecherová · Rakousko (AUT)                |
| MS 1962 Chamonix               | Christl Haasová Rakousko (AUT)                  | Pia Rivaová Itálie (ITA)                                                         | Barbara Ferriesová Spojené státy americké (USA)  |
| ZOH 1964 Innsbruck             | Christl Haasová · Rakousko (AUT)                | Edith Zimmermannová · Rakousko (AUT)                                             | Traudl Hecherová · Rakousko (AUT)                |
| MS 1966 Portillo               | Marielle Goitschelová Francie (FRA)             | Annie Famoseová Francie (FRA)                                                    | Burgl Färbingerová Západní Německo (FRG)         |
| ZOH 1968 Grenoble              | Olga Pallová · Rakousko (AUT)                   | Isabelle Mirová · Francie (FRA)                                                  | Christl Haasová · Rakousko (AUT)                 |
| MS 1970 Val Gardena            | Annerösli Zrydová Švýcarsko (SUI)               | Isabelle Mirová Francie (FRA)                                                    | Annemarie Moserová-Pröllová Rakousko (AUT)       |
| ZOH 1972 Sapporo               | Marie-Theres Nadigová · Švýcarsko (SUI)         | Annemarie Moserová-Pröllová · Rakousko (AUT)                                     | Susan Corrocková · Spojené státy americké (USA)  |
| MS 1974 Svatý Mořic            | Annemarie Moserová-Pröllová Rakousko (AUT)      | Betsy Cliffordová Kanada (CAN)                                                   | Wiltrud Drexelová Rakousko (AUT)                 |
| ZOH 1976 Innsbruck             | Rosi Mittermaierová · Západní Německo (FRG)     | Brigitte Totschnigová · Rakousko (AUT)                                           | Cynthia Nelsonová · Spojené státy americké (USA) |
| MS 1978 Garmisch-Partenkirchen | Annemarie Moserová-Pröllová Rakousko (AUT)      | Irene Eppleová Západní Německo (FRG)                                             | Doris de Agostiniová Švýcarsko (SUI)             |
| ZOH 1980 Lake Placid           | Annemarie Moserová-Pröllová · Rakousko (AUT)    | Hanni Wenzelová · Lichtenštejnsko (LIE)                                          | Marie-Theres Nadigová · Švýcarsko (SUI)          |
| MS 1982 Schladming             | Gerry Sorensenová Kanada (CAN)                  | Cindy Nelsonová Spojené státy americké (USA)                                     | Laurie Grahamová Kanada (CAN)                    |
| MS 1985 Bormio                 | Michela Figiniová Švýcarsko (SUI)               | Ariane Ehratová Švýcarsko (SUI) Katharina Gutensohnová Rakousko (AUT)            | medaile neudělena                                |
| MS 1987 Crans-Montana          | Maria Walliserová Švýcarsko (SUI)               | Michela Figiniová Švýcarsko (SUI)                                                | Regine Mösenlechnerová Západní Německo (FRG)     |
| MS 1989 Vail                   | Maria Walliserová Švýcarsko (SUI)               | Karen Percy Kanada (CAN)                                                         | Karin Dedler Západní Německo (FRG)               |
| MS 1991 Saalbach-Hinterglemm   | Petra Kronbergerová Rakousko (AUT)              | Nathalie Bouvierová Francie (FRA)                                                | Svetlana Gladyševová Sovětský svaz (URS)         |
| MS 1993 Morioka                | Kate Paceová Kanada (CAN)                       | Astrid Lødemelová Norsko (NOR)                                                   | Anja Haasová Rakousko (AUT)                      |
| MS 1996 Sierra Nevada          | Picabo Streetová Spojené státy americké (USA)   | Katja Seizingerová Německo (GER)                                                 | Hilary Lindhová Spojené státy americké (USA)     |
| MS 1997 Sestriere              | Hilary Lindhová Spojené státy americké (USA)    | Heidi Zurbriggenová Švýcarsko (SUI)                                              | Pernilla Wibergová Švédsko (SWE)                 |
| MS 1999 Vail                   | Renate Götschlová Rakousko (AUT)                | Michaela Dorfmeisterová Rakousko (AUT)                                           | Stefanie Schusterová Rakousko (AUT)              |
| MS 2001 Sankt Anton am Arlberg | Michaela Dorfmeisterová Rakousko (AUT)          | Renate Götschlová Rakousko (AUT)                                                 | Selina Hereggerová Rakousko (AUT)                |
| MS 2003 Svatý Mořic            | Mélanie Turgeonová Kanada (CAN)                 | Corinne Reyová-Belletová Švýcarsko (SUI) Alexandra Meissnitzerová Rakousko (AUT) | medaile neudělena                                |
| MS 2005 Bormio                 | Janica Kostelićová Chorvatsko (CRO)             | Elena Fanchiniová Itálie (ITA)                                                   | Renate Götschlová Rakousko (AUT)                 |
| MS 2007 Åre                    | Anja Pärsonová Švédsko (SWE)                    | Lindsey Kildowová Spojené státy americké (USA)                                   | Nicole Hospová Rakousko (AUT)                    |
| MS 2009 Val-d'Isère            | Lindsey Vonnová Spojené státy americké (USA)    | Lara Gutová Švýcarsko (SUI)                                                      | Nadia Fanchiniová Itálie (ITA)                   |
| MS 2011 Garmisch-Partenkirchen | Elisabeth Görglová Rakousko (AUT)               | Lindsey Vonnová Spojené státy americké (USA)                                     | Maria Rieschová Německo (GER)                    |
| MS 2013 Planai                 | Marion Rollandová Francie (FRA)                 | Nadia Fanchiniová Itálie (ITA)                                                   | Maria Rieschová Německo (GER)                    |
| MS 2015 Vail a Beaver Creek    | Tina Mazeová Slovinsko (SVN)                    | Anna Fenningerová Rakousko (AUT)                                                 | Lara Gutová Švýcarsko (SUI)                      |
| MS 2017 Svatý Mořic            | Ilka Štuhecová Slovinsko (SVN)                  | Stephanie Venierová Rakousko (AUT)                                               | Lindsey Vonnová Spojené státy americké (USA)     |
| MS 2019 Åre                    | Ilka Štuhecová Slovinsko (SVN)                  | Corinne Suterová Švýcarsko (SUI)                                                 | Lindsey Vonnová Spojené státy americké (USA)     |
| MS 2021 Cortina d'Ampezzo      | Corinne Suterová Švýcarsko (SUI)                | Kira Weidleová Německo (GER)                                                     | Lara Gutová-Behramiová Švýcarsko (SUI)           |
| MS 2023 Courchevel a Méribel   | Jasmine Fluryová Švýcarsko (SUI)                | Nina Ortliebová Rakousko (AUT)                                                   | Corinne Suterová Švýcarsko (SUI)                 |
| MS 2025 Saalbach               | Breezy Johnsonová Spojené státy americké (USA)  | Mirjam Puchnerová Rakousko (AUT)                                                 | Ester Ledecká Česko (CZE)                        |

### Super G (ženy)
Supergiant je nejmladší soutěž jednotlivců zařazená do programu mistrovství světa v alpském lyžování, která se pořádá od roku 1987. V této soutěži se dvakrát stali mistry světa Isolde Kostnerová, Ulrike Maierová i Anja Pärsonová.
| Rok                            | Zlato                                            | Stříbro                                          | Bronz                                                                            |
| ------------------------------ | ------------------------------------------------ | ------------------------------------------------ | -------------------------------------------------------------------------------- |
| MS 1987 Crans-Montana          | Maria Walliserová Švýcarsko (SUI)                | Michela Figiniová Švýcarsko (SUI)                | Mateja Svetová Jugoslávie (YUG)                                                  |
| MS 1989 Vail                   | Ulrike Maierová Rakousko (AUT)                   | Sigrid Wolfová Rakousko (AUT)                    | Michaela Gergová Západní Německo (FRG)                                           |
| MS 1991 Saalbach-Hinterglemm   | Ulrike Maierová Rakousko (AUT)                   | Carole Merleová Francie (FRA)                    | Anita Wachterová Rakousko (AUT)                                                  |
| MS 1993 Morioka                | Katja Seizingerová Německo (GER)                 | Sylvia Ederová Rakousko (AUT)                    | Astrid Lødemelová Norsko (NOR)                                                   |
| MS 1996 Sierra Nevada          | Isolde Kostnerová Itálie (ITA)                   | Heidi Zurbriggenová Švýcarsko (SUI)              | Picabo Streetová Spojené státy americké (USA)                                    |
| MS 1997 Sestriere              | Isolde Kostnerová Itálie (ITA)                   | Katja Seizingerová Německo (GER)                 | Hilde Gergová Německo (GER)                                                      |
| MS 1999 Vail                   | Alexandra Meissnitzerová Rakousko (AUT)          | Renate Götschlová Rakousko (AUT)                 | Michaela Dorfmeisterová Rakousko (AUT)                                           |
| MS 2001 Sankt Anton am Arlberg | Régine Cavagnoudová Francie (FRA)                | Isolde Kostnerová Itálie (ITA)                   | Hilde Gergová Německo (GER)                                                      |
| MS 2003 Svatý Mořic            | Michaela Dorfmeisterová Rakousko (AUT)           | Kirsten Clarková Spojené státy americké (USA)    | Jonna Mendesová Spojené státy americké (USA)                                     |
| MS 2005 Bormio                 | Anja Pärsonová Švédsko (SWE)                     | Lucia Recchiaová Itálie (ITA)                    | Julia Mancusová Spojené státy americké (USA)                                     |
| MS 2007 Åre                    | Anja Pärsonová Švédsko (SWE)                     | Lindsey Kildowová Spojené státy americké (USA)   | Renate Götschlová Rakousko (AUT)                                                 |
| MS 2009 Val-d'Isère            | Lindsey Vonnová Spojené státy americké (USA)     | Marie Marchandová-Arvierová Francie (FRA)        | Andrea Fischbacherová Rakousko (AUT)                                             |
| MS 2011 Garmisch-Partenkirchen | Elisabeth Görglová Rakousko (AUT)                | Julia Mancusová Spojené státy americké (USA)     | Maria Rieschová Německo (GER)                                                    |
| MS 2013 Planai                 | Tina Mazeová Slovinsko (SVN)                     | Lara Gutová Švýcarsko (SUI)                      | Julia Mancusová Spojené státy americké (USA)                                     |
| MS 2015 Vail a Beaver Creek    | Anna Fenningerová Rakousko (AUT)                 | Tina Mazeová Slovinsko (SVN)                     | Lindsey Vonnová Spojené státy americké (USA)                                     |
| MS 2017 Svatý Mořic            | Nicole Schmidhoferová Rakousko (AUT)             | Tina Weiratherová Lichtenštejnsko (LIE)          | Lara Gutová Švýcarsko (SUI)                                                      |
| MS 2019 Åre                    | Mikaela Shiffrinová Spojené státy americké (USA) | Sofia Goggiová Itálie (ITA)                      | Corinne Suterová Švýcarsko (SUI)                                                 |
| MS 2021 Cortina d'Ampezzo      | Lara Gutová-Behramiová Švýcarsko (SUI)           | Corinne Suterová Švýcarsko (SUI)                 | Mikaela Shiffrinová Spojené státy americké (USA)                                 |
| MS 2023 Courchevel a Méribel   | Marta Bassinová Itálie (ITA)                     | Mikaela Shiffrinová Spojené státy americké (USA) | Cornelia Hütterová Rakousko (AUT) Kajsa Vickhoff Lieová Norsko (NOR)             |
| MS 2025 Saalbach               | Stephanie Venierová Rakousko (AUT)               | Federica Brignoneová Itálie (ITA)                | Kajsa Vickhoff Lieová Norsko (NOR) Lauren Macugaová Spojené státy americké (USA) |

### Obří slalom (ženy)
Od roku 1950 se organizuje obrovský slalom žen v rámci mistrovství světa v alpském lyžování. V této soutěži jsou dvojnásobnými mistry světa Deborah Compagnoniová, Marielle Goitschelová, Anja Pärsonová, Vreni Schneiderová i Tessa Worleyová. 
| Rok                            | Zlato                                                     | Stříbro                                                                               | Bronz                                            |
| ------------------------------ | --------------------------------------------------------- | ------------------------------------------------------------------------------------- | ------------------------------------------------ |
| MS 1950 Aspen                  | Dagmar Romová Rakousko (AUT)                              | Trude Jochumová-Beiserová Rakousko (AUT)                                              | Lucienne Schmithová Francie (FRA)                |
| ZOH 1952 Oslo                  | Andrea Meadová-Lawrenceová · Spojené státy americké (USA) | Dagmar Romová · Rakousko (AUT)                                                        | Annemarie Buchnerová · Německo (GER)             |
| MS 1954 Åre                    | Lucienne Schmithová Francie (FRA)                         | Madeleine Berthodová Švýcarsko (SUI)                                                  | Jannette Burrová Spojené státy americké (USA)    |
| ZOH 1956 Cortina d'Ampezzo     | Ossi Reichertová · Tým sjednoceného Německa (EUA)         | Josefine Frandlová · Rakousko (AUT)                                                   | Dorothea Hochleitnerová · Rakousko (AUT)         |
| MS 1958 Bad Gastein            | Lucile Wheelerová Kanada (CAN)                            | Sally Deaverová Spojené státy americké (USA)                                          | Frieda Dänzerová Švýcarsko (SUI)                 |
| ZOH 1960 Squaw Valley          | Yvonne Rüeggová · Švýcarsko (SUI)                         | Penny Pitouová · Spojené státy americké (USA)                                         | Giuliana Chenal-Minuzzoová · Itálie (ITA)        |
| MS 1962 Chamonix               | Marianne Jahnová Rakousko (AUT)                           | Erika Netzerová Rakousko (AUT)                                                        | Joan Hannahová Spojené státy americké (USA)      |
| ZOH 1964 Innsbruck             | Marielle Goitschelová · Francie (FRA)                     | Christine Goitschelová · Francie (FRA) Jean Saubertová · Spojené státy americké (USA) | medaile neudělena                                |
| MS 1966 Portillo               | Marielle Goitschelová Francie (FRA)                       | Heidi Zimmermannová Rakousko (AUT)                                                    | Florence Steurerová Francie (FRA)                |
| ZOH 1968 Grenoble              | Nancy Greeneová · Kanada (CAN)                            | Annie Famoseová · Francie (FRA)                                                       | Fernande Bochataová · Švýcarsko (SUI)            |
| MS 1970 Val Gardena            | Betsy Cliffordová Kanada (CAN)                            | Ingrid Lafforgueová Francie (FRA)                                                     | Françoise Macchiová Francie (FRA)                |
| ZOH 1972 Sapporo               | Marie-Theres Nadigová · Švýcarsko (SUI)                   | Annemarie Moserová-Pröllová · Rakousko (AUT)                                          | Wiltrud Drexelová · Rakousko (AUT)               |
| MS 1974 Svatý Mořic            | Fabienne Serratová Francie (FRA)                          | Traudl Treichlová Západní Německo (FRG)                                               | Jacqueline Rouvierová Francie (FRA)              |
| ZOH 1976 Innsbruck             | Kathy Kreinerová · Kanada (CAN)                           | Rosi Mittermaierová · Západní Německo (FRG)                                           | Danièle Debernardová · Francie (FRA)             |
| MS 1978 Garmisch-Partenkirchen | Maria Eppleová Západní Německo (FRG)                      | Lise-Marie Morerodová Švýcarsko (SUI)                                                 | Annemarie Moserová-Pröllová Rakousko (AUT)       |
| ZOH 1980 Lake Placid           | Hanni Wenzelová · Lichtenštejnsko (LIE)                   | Irene Eppleová · Západní Německo (FRG)                                                | Perrine Pelenová · Francie (FRA)                 |
| MS 1982 Schladming             | Erika Hessová Švýcarsko (SUI)                             | Christin Cooperová Spojené státy americké (USA)                                       | Ursula Konzettová Lichtenštejnsko (LIE)          |
| MS 1985 Bormio                 | Diann Roffeová Spojené státy americké (USA)               | Elisabeth Kirchlerová Rakousko (AUT)                                                  | Eva Twardokensová Spojené státy americké (USA)   |
| MS 1987 Crans-Montana          | Vreni Schneiderová Švýcarsko (SUI)                        | Mateja Svetová Jugoslávie (YUG)                                                       | Maria Walliserová Švýcarsko (SUI)                |
| MS 1989 Vail                   | Vreni Schneiderová Švýcarsko (SUI)                        | Carole Merleová Francie (FRA)                                                         | Mateja Svetová Jugoslávie (YUG)                  |
| MS 1991 Saalbach-Hinterglemm   | Pernilla Wibergová Švédsko (SWE)                          | Ulrike Maierová Rakousko (AUT)                                                        | Traudl Hächerová Německo (GER)                   |
| MS 1993 Morioka                | Carole Merleová Francie (FRA)                             | Anita Wachterová Rakousko (AUT)                                                       | Martina Ertlová Německo (GER)                    |
| MS 1996 Sierra Nevada          | Deborah Compagnoniová Itálie (ITA)                        | Karin Rotenová Švýcarsko (SUI)                                                        | Martina Ertlová Německo (GER)                    |
| MS 1997 Sestriere              | Deborah Compagnoniová Itálie (ITA)                        | Karin Rotenová Švýcarsko (SUI)                                                        | Leïla Piccardová Francie (FRA)                   |
| MS 1999 Vail                   | Alexandra Meissnitzerová Rakousko (AUT)                   | Andrine Flemmenová Norsko (NOR)                                                       | Anita Wachterová Rakousko (AUT)                  |
| MS 2001 Sankt Anton am Arlberg | Sonja Nefová Švýcarsko (SUI)                              | Karen Putzerová Itálie (ITA)                                                          | Anja Pärsonová Švédsko (SWE)                     |
| MS 2003 Svatý Mořic            | Anja Pärsonová Švédsko (SWE)                              | Denise Karbonová Itálie (ITA)                                                         | Allison Forsythová Kanada (CAN)                  |
| MS 2005 Bormio                 | Anja Pärsonová Švédsko (SWE)                              | Tanja Poutiainenová Finsko (FIN)                                                      | Julia Mancusová Spojené státy americké (USA)     |
| MS 2007 Åre                    | Nicole Hospová Rakousko (AUT)                             | Maria Pietiläová Holmnerová Švédsko (SWE)                                             | Denise Karbonová Itálie (ITA)                    |
| MS 2009 Val-d'Isère            | Kathrin Hölzlová Německo (GER)                            | Tina Mazeová Slovinsko (SVN)                                                          | Tanja Poutiainenová Finsko (FIN)                 |
| MS 2011 Garmisch-Partenkirchen | Tina Mazeová Slovinsko (SVN)                              | Federica Brignoneová Itálie (ITA)                                                     | Tessa Worleyová Francie (FRA)                    |
| MS 2013 Planai                 | Tessa Worleyová Francie (FRA)                             | Tina Mazeová Slovinsko (SVN)                                                          | Anna Fenningerová Rakousko (AUT)                 |
| MS 2015 Vail a Beaver Creek    | Anna Fenningerová Rakousko (AUT)                          | Viktoria Rebensburgová Německo (GER)                                                  | Jessica Lindellová-Vikarbyová Švédsko (SWE)      |
| MS 2017 Svatý Mořic            | Tessa Worleyová Francie (FRA)                             | Mikaela Shiffrinová Spojené státy americké (USA)                                      | Sofia Goggiová Itálie (ITA)                      |
| MS 2019 Åre                    | Petra Vlhová Slovensko (SVK)                              | Viktoria Rebensburgová Německo (GER)                                                  | Mikaela Shiffrinová Spojené státy americké (USA) |
| MS 2021 Cortina d'Ampezzo      | Lara Gutová-Behramiová Švýcarsko (SUI)                    | Mikaela Shiffrinová Spojené státy americké (USA)                                      | Katharina Liensbergerová Rakousko (AUT)          |
| MS 2023 Courchevel a Méribel   | Mikaela Shiffrinová Spojené státy americké (USA)          | Federica Brignoneová Itálie (ITA)                                                     | Ragnhild Mowinckelová Norsko (NOR)               |
| MS 2025 Saalbach               | Federica Brignoneová Itálie (ITA)                         | Alice Robinsonová Nový Zéland (NZL)                                                   | Paula Moltzanová Spojené státy americké (USA)    |

### Slalom (ženy)
Soutěž slalomů žen je od svého prvního ročníku součástí mistrovství světa v alpském lyžování. Nejvýznamnějším soutěžícím v této soutěži je Němka Christl Cranzová se čtyřmi zlatými a jednou stříbrnou medailí. Američanka Mikaela Shiffrinová také získala čtyři zlaté medaile.
Níže jsou uvedeny medailisté z mistrovství světa ve slalomu v letech 1931–2019. V neoficiálním vydání šampionátu v roce 1941 obsadili první tři místa: Ital Celina Seghi a Němka Christl Cranzová a Anneliese Schuh-Proxauf
| Rok                            | Zlato                                                     | Stříbro                                               | Bronz                                                   |
| ------------------------------ | --------------------------------------------------------- | ----------------------------------------------------- | ------------------------------------------------------- |
| MS 1931 Mürren                 | Esmé MacKinnonová Spojené království (GBR)                | Inge Wersinová-Lantschnerová Rakousko (AUT)           | Jeanette Kesslerová Spojené království (GBR)            |
| MS 1932 Cortina d'Ampezzo      | Rösli Streiffová Švýcarsko (SUI)                          | Audrey Saleová-Barkerová Spojené království (GBR)     | Doreen Elliottová Spojené království (GBR)              |
| MS 1933 Innsbruck              | Inge Wersinová-Lantschnerová Rakousko (AUT)               | Helen Boughtonová-Leighová Spojené království (GBR)   | Helen Zinggová Švýcarsko (SUI)                          |
| MS 1934 Svatý Mořic            | Christl Cranzová Německo (GER)                            | Lisa Reschová Německo (GER)                           | Rösli Romingerová Švýcarsko (SUI)                       |
| MS 1935 Mürren                 | Anny Rüeggová Švýcarsko (SUI)                             | Christl Cranzová Německo (GER)                        | Käthe Graseggerová Německo (GER)                        |
| MS 1936 Innsbruck              | Gerda Paumgartenová Rakousko (AUT)                        | Evelyn Pinchingová Spojené království (GBR)           | Margarethe Weikertová Rakousko (AUT)                    |
| MS 1937 Chamonix               | Christl Cranzová Německo (GER)                            | Käthe Graseggerová Německo (GER)                      | Lisa Reschová Německo (GER)                             |
| MS 1938 Engelberg              | Christl Cranzová Německo (GER)                            | Nini Zoggová Švýcarsko (SUI)                          | Erna Steuriová Švýcarsko (SUI)                          |
| MS 1939 Zakopané               | Christl Cranzová Německo (GER)                            | Gritli Schaadová Švýcarsko (SUI)                      | May Nilssonová Švédsko (SWE)                            |
| MS 1941 Cortina d'Ampezzo      | Celina Seghiová Itálie (ITA)                              | Christl Cranzová Německo (GER)                        | Anneliese Schuhová-Proxaufová Německo (GER)             |
| ZOH 1948 Svatý Mořic           | Gretchen Fraserová · Spojené státy americké (USA)         | Antoinette Meyerová · Švýcarsko (SUI)                 | Erika Mahringerová · Rakousko (AUT)                     |
| MS 1950 Aspen                  | Dagmar Romová Rakousko (AUT)                              | Erika Mahringerová Rakousko (AUT)                     | Celina Seghiová Itálie (ITA)                            |
| ZOH 1952 Oslo                  | Andrea Meadová-Lawrenceová · Spojené státy americké (USA) | Ossi Reichertová · Německo (GER)                      | Annemarie Buchnerová · Německo (GER)                    |
| MS 1954 Åre                    | Trude Kleckerová Rakousko (AUT)                           | Ida Schöpferová Švýcarsko (SUI)                       | Sara Thomassonová Švédsko (SWE)                         |
| ZOH 1956 Cortina d'Ampezzo     | Renée Colliardová · Švýcarsko (SUI)                       | Regina Schöpfová · Rakousko (AUT)                     | Jevgenija Sidorovová · Sovětský svaz (URS)              |
| MS 1958 Bad Gastein            | Inger Bjørnbakkenová Norsko (NOR)                         | Josefa Frandlová Rakousko (AUT)                       | Annemarie Waserová Švýcarsko (SUI)                      |
| ZOH 1960 Squaw Valley          | Anne Heggtveitová · Kanada (CAN)                          | Betsy Sniteová · Spojené státy americké (USA)         | Barbara Hennebergerová · Tým sjednoceného Německa (EUA) |
| MS 1962 Chamonix               | Marianne Jahnová Rakousko (AUT)                           | Marielle Goitschelová Francie (FRA)                   | Erika Netzerová Rakousko (AUT)                          |
| ZOH 1964 Innsbruck             | Christine Goitschelová · Francie (FRA)                    | Marielle Goitschelová · Francie (FRA)                 | Jean Saubertová · Spojené státy americké (USA)          |
| MS 1966 Portillo               | Annie Famoseová Francie (FRA)                             | Marielle Goitschelová Francie (FRA)                   | Penny McCoyová Spojené státy americké (USA)             |
| ZOH 1968 Grenoble              | Marielle Goitschelová · Francie (FRA)                     | Nancy Greeneová · Kanada (CAN)                        | Annie Famoseová · Francie (FRA)                         |
| MS 1970 Val Gardena            | Ingrid Lafforgueová Francie (FRA)                         | Barbara Cochranová Spojené státy americké (USA)       | Michèle Jacotová Francie (FRA)                          |
| ZOH 1972 Sapporo               | Barbara Cochranová · Spojené státy americké (USA)         | Danièle Debernardová · Francie (FRA)                  | Florence Steurerová · Francie (FRA)                     |
| MS 1974 Svatý Mořic            | LIE1937 Hanni Wenzelová · Lichtenštejnsko (LIE)           | Michèle Jacotová Francie (FRA)                        | Lise-Marie Morerodová Švýcarsko (SUI)                   |
| ZOH 1976 Innsbruck             | Rosi Mittermaierová · Západní Německo (FRG)               | Claudia Giordaniová · Itálie (ITA)                    | Hanni Wenzelová · Lichtenštejnsko (LIE)                 |
| MS 1978 Garmisch-Partenkirchen | Lea Sölknerová Rakousko (AUT)                             | Pamela Behrová Západní Německo (FRG)                  | Monika Kasererová Rakousko (AUT)                        |
| ZOH 1980 Lake Placid           | Hanni Wenzelová · Lichtenštejnsko (LIE)                   | Christa Kinshofer-Güthleinová · Západní Německo (FRG) | Erika Hessová · Švýcarsko (SUI)                         |
| MS 1982 Schladming             | Erika Hessová Švýcarsko (SUI)                             | Christin Cooperová Spojené státy americké (USA)       | Daniela Ziniová Itálie (ITA)                            |
| MS 1985 Bormio                 | Perrine Pelenová Francie (FRA)                            | Christelle Guignardová Francie (FRA)                  | Paoletta Magoniová Itálie (ITA)                         |
| MS 1987 Crans-Montana          | Erika Hessová Švýcarsko (SUI)                             | Roswitha Steinerová Rakousko (AUT)                    | YUGSFR Mateja Svetová · Jugoslávie (YUG)                |
| MS 1989 Vail                   | YUGSFR Mateja Svetová · Jugoslávie (YUG)                  | Vreni Schneiderová Švýcarsko (SUI)                    | Tamara McKinneyová Spojené státy americké (USA)         |
| MS 1991 Saalbach-Hinterglemm   | Vreni Schneiderová Švýcarsko (SUI)                        | YUGSFR Nataša Bokalová · Jugoslávie (YUG)             | Ingrid Salvenmoserová Rakousko (AUT)                    |
| MS 1993 Morioka                | Karin Buderová Rakousko (AUT)                             | Julie Parisienová Spojené státy americké (USA)        | Elfi Ederová Rakousko (AUT)                             |
| MS 1996 Sierra Nevada          | Pernilla Wibergová Švédsko (SWE)                          | Patricia Chauvetová Francie (FRA)                     | Urška Hrovatová Slovinsko (SVN)                         |
| MS 1997 Sestriere              | Deborah Compagnoniová Itálie (ITA)                        | Lara Magoniová Itálie (ITA)                           | Karin Rotenová Švýcarsko (SUI)                          |
| MS 1999 Vail                   | Zali Steggallová Austrálie (AUS)                          | Pernilla Wibergová Švédsko (SWE)                      | Trine Bakkeová Norsko (NOR)                             |
| MS 2001 Sankt Anton am Arlberg | Anja Pärsonová Švédsko (SWE)                              | Christel Pascalová Francie (FRA)                      | Hedda Berntsenová Norsko (NOR)                          |
| MS 2003 Svatý Mořic            | Janica Kostelićová Chorvatsko (CRO)                       | Marlies Schildová Rakousko (AUT)                      | Nicole Hospová Rakousko (AUT)                           |
| MS 2005 Bormio                 | Janica Kostelićová Chorvatsko (CRO)                       | Tanja Poutiainenová Finsko (FIN)                      | Šárka Záhrobská Česko (CZE)                             |
| MS 2007 Åre                    | Šárka Záhrobská Česko (CZE)                               | Marlies Schildová Rakousko (AUT)                      | Anja Pärsonová Švédsko (SWE)                            |
| MS 2009 Val-d'Isère            | Maria Rieschová Německo (GER)                             | Šárka Záhrobská Česko (CZE)                           | Tanja Poutiainenová Finsko (FIN)                        |
| MS 2011 Garmisch-Partenkirchen | Marlies Schildová Rakousko (AUT)                          | Kathrin Zettelová Rakousko (AUT)                      | Maria Pietiläová Holmnerová Švédsko (SWE)               |
| MS 2013 Planai                 | Mikaela Shiffrinová Spojené státy americké (USA)          | Michaela Kirchgasserová Rakousko (AUT)                | Frida Hansdotterová Švédsko (SWE)                       |
| MS 2015 Vail a Beaver Creek    | Mikaela Shiffrinová Spojené státy americké (USA)          | Frida Hansdotterová Švédsko (SWE)                     | Šárka Strachová Česko (CZE)                             |
| MS 2017 Svatý Mořic            | Mikaela Shiffrinová Spojené státy americké (USA)          | Wendy Holdenerová Švýcarsko (SUI)                     | Frida Hansdotterová Švédsko (SWE)                       |
| MS 2019 Åre                    | Mikaela Shiffrinová Spojené státy americké (USA)          | Anna Swenn-Larssonová Švédsko (SWE)                   | Petra Vlhová Slovensko (SVK)                            |
| MS 2021 Cortina d'Ampezzo      | Katharina Liensbergerová Rakousko (AUT)                   | Petra Vlhová Slovensko (SVK)                          | Mikaela Shiffrinová Spojené státy americké (USA)        |
| MS 2023 Courchevel a Méribel   | Laurence St. Germainová Kanada (CAN)                      | Mikaela Shiffrinová Spojené státy americké (USA)      | Lena Dürrová Německo (GER)                              |
| MS 2025 Saalbach               | Camille Rastová Švýcarsko (SUI)                           | Wendy Holdenerová Švýcarsko (SUI)                     | Katharina Liensbergerová Rakousko (AUT)                 |

### Kombinace (ženy)
Alpská kombinace žen je součástí světového poháru od roku 1932. V letech 1932–1978 byla klasifikace provedena na základě výsledků dosažených ve sjezdu a slalomu, samostatná soutěž tedy neexistovala. To se týkalo i soutěží hraných v rámci olympijských her - medaile mistrovství světa v kombinaci, která tehdy nebyla olympijskou soutěží, byly udělovány na základě výsledků olympijských soutěží ve sjezdu a slalomu. Od roku 1982 je tato kombinace samostatnou soutěží, která se hraje jako součást mistrovství světa, a od roku 2009 se soutěž koná v superkombinaci. Nejvýznamnějším soutěžícím v alpské kombinaci je Němka Christl Cranzová. 
- Od MS 2007 v Åre - superkombinace

| Rok                            | Zlato                                            | Stříbro                                           | Bronz                                                   |
| ------------------------------ | ------------------------------------------------ | ------------------------------------------------- | ------------------------------------------------------- |
| MS 1932 Cortina d'Ampezzo      | Rösli Streiffová Švýcarsko (SUI)                 | Inge Wersinová-Lantschnerová Rakousko (AUT)       | Hady Lantschnerová Rakousko (AUT)                       |
| MS 1933 Innsbruck              | Inge Wersinová-Lantschnerová Rakousko (AUT)      | Gerda Paumgartenová Rakousko (AUT)                | Jeanette Kesslerová Spojené království (GBR)            |
| MS 1934 Svatý Mořic            | Christl Cranzová Německo (GER)                   | Lisa Reschová Německo (GER)                       | Anny Rüeggová Švýcarsko (SUI)                           |
| MS 1935 Mürren                 | Christl Cranzová Německo (GER)                   | Anny Rüeggová Švýcarsko (SUI)                     | Käthe Graseggerová Německo (GER)                        |
| MS 1936 Innsbruck              | Evelyn Pinchingová Spojené království (GBR)      | Elvira Osirnigová Švýcarsko (SUI)                 | Gerda Paumgartenová Rakousko (AUT)                      |
| MS 1937 Chamonix               | Christl Cranzová Německo (GER)                   | Nini von Arx-Zogg Švýcarsko (SUI)                 | Käthe Graseggerová Německo (GER)                        |
| MS 1938 Engelberg              | Christl Cranzová Německo (GER)                   | Lisa Reschová Německo (GER)                       | Käthe Graseggerová Německo (GER)                        |
| MS 1939 Zakopané               | Christl Cranzová Německo (GER)                   | Gritli Schaadová Švýcarsko (SUI)                  | Lisa Reschová Německo (GER)                             |
| MS 1941 Cortina d'Ampezzo      | Christl Cranzová Německo (GER)                   | Celina Seghiová Itálie (ITA)                      | Anneliese Schuhová-Proxaufová Německo (GER)             |
| ZOH 1948 Svatý Mořic           | Trude Jochumová-Beiserová · Rakousko (AUT)       | Gretchen Fraserová · Spojené státy americké (USA) | Erika Mahringerová · Rakousko (AUT)                     |
| MS 1954 Åre                    | Ida Schöpferová Švýcarsko (SUI)                  | Madeleine Berthodová Švýcarsko (SUI)              | Lucienne Schmithová Francie (FRA)                       |
| ZOH 1956 Cortina d'Ampezzo     | Madeleine Berthodová · Švýcarsko (SUI)           | Frieda Dänzerová · Švýcarsko (SUI)                | Giuliana Minuzzová · Francie (FRA)                      |
| MS 1958 Bad Gastein            | Frieda Dänzerová Švýcarsko (SUI)                 | Lucile Wheelerová Kanada (CAN)                    | Josefa Frandlová Rakousko (AUT)                         |
| ZOH 1960 Squaw Valley          | Anne Heggtveitová · Kanada (CAN)                 | Sonja Sperlová · Tým sjednoceného Německa (EUA)   | Barbara Hennebergerová · Tým sjednoceného Německa (EUA) |
| MS 1962 Chamonix               | Marielle Goitschelová Francie (FRA)              | Marianne Jahnová Rakousko (AUT)                   | Erika Netzerová Rakousko (AUT)                          |
| ZOH 1964 Innsbruck             | Marielle Goitschelová · Francie (FRA)            | Christl Haasová · Rakousko (AUT)                  | Edith Zimmermannová · Rakousko (AUT)                    |
| MS 1966 Portillo               | Marielle Goitschelová Francie (FRA)              | Annie Famoseová Francie (FRA)                     | Heidi Zimmermannová Rakousko (AUT)                      |
| ZOH 1968 Grenoble              | Nancy Greeneová · Kanada (CAN)                   | Marielle Goitschelová · Francie (FRA)             | Annie Famoseová · Francie (FRA)                         |
| MS 1970 Val Gardena            | Michèle Jacotová Francie (FRA)                   | Florence Steurerová Francie (FRA)                 | Marilyn Cochranová Spojené státy americké (USA)         |
| ZOH 1972 Sapporo               | Annemarie Moserová-Pröllová · Rakousko (AUT)     | Florence Steurerová · Francie (FRA)               | Toril Førlandová · Norsko (NOR)                         |
| MS 1974 Svatý Mořic            | Fabienne Serratová Francie (FRA)                 | Hanni Wenzelová Lichtenštejnsko (LIE)             | Monika Kasererová Rakousko (AUT)                        |
| ZOH 1976 Innsbruck             | Rosi Mittermaierová · Západní Německo (FRG)      | Danièle Debernardová · Francie (FRA)              | Hanni Wenzelová · Lichtenštejnsko (LIE)                 |
| MS 1978 Garmisch-Partenkirchen | Annemarie Moserová-Pröllová Rakousko (AUT)       | Hanni Wenzelová Lichtenštejnsko (LIE)             | Fabienne Serratová Francie (FRA)                        |
| ZOH 1980 Lake Placid           | Hanni Wenzelová · Lichtenštejnsko (LIE)          | Cindy Nelsonová · Spojené státy americké (USA)    | Ingrid Eberleová · Rakousko (AUT)                       |
| MS 1982 Schladming             | Erika Hessová Švýcarsko (SUI)                    | Perrine Pelenová Francie (FRA)                    | Christin Cooperová Spojené státy americké (USA)         |
| MS 1985 Bormio                 | Erika Hessová Švýcarsko (SUI)                    | Sylvia Ederová Rakousko (AUT)                     | Tamara McKinneyová Spojené státy americké (USA)         |
| MS 1987 Crans-Montana          | Erika Hessová Švýcarsko (SUI)                    | Sylvia Ederová Rakousko (AUT)                     | Tamara McKinneyová Spojené státy americké (USA)         |
| MS 1989 Vail                   | Tamara McKinneyová Spojené státy americké (USA)  | Vreni Schneiderová Švýcarsko (SUI)                | Brigitte Oertliová Švýcarsko (SUI)                      |
| MS 1991 Saalbach-Hinterglemm   | Chantal Bournissenová Švýcarsko (SUI)            | Ingrid Stöcklová Rakousko (AUT)                   | Vreni Schneiderová Švýcarsko (SUI)                      |
| MS 1993 Morioka                | Miriam Vogtová Německo (GER)                     | Picabo Streetová Spojené státy americké (USA)     | Anita Wachterová Rakousko (AUT)                         |
| MS 1996 Sierra Nevada          | Pernilla Wibergová Švédsko (SWE)                 | Anita Wachterová Rakousko (AUT)                   | Marianne Kjørstadová Norsko (NOR)                       |
| MS 1997 Sestriere              | Renate Götschlová Rakousko (AUT)                 | Katja Seizingerová Německo (GER)                  | Hilde Gergová Německo (GER)                             |
| MS 1999 Vail                   | Pernilla Wibergová Švédsko (SWE)                 | Renate Götschlová Rakousko (AUT)                  | Florence Masnadaová Francie (FRA)                       |
| MS 2001 Sankt Anton am Arlberg | Martina Ertlová Německo (GER)                    | Christine Sponringová Rakousko (AUT)              | Karen Putzerová Itálie (ITA)                            |
| MS 2003 Svatý Mořic            | Janica Kostelićová Chorvatsko (CRO)              | Nicole Hospová Rakousko (AUT)                     | Marlies Oesterová Švýcarsko (SUI)                       |
| MS 2005 Bormio                 | Janica Kostelićová Chorvatsko (CRO)              | Anja Pärsonová Švédsko (SWE)                      | Marlies Schildová Rakousko (AUT)                        |
| MS 2007 Åre                    | Anja Pärsonová Švédsko (SWE)                     | Julia Mancusová Spojené státy americké (USA)      | Marlies Schildová Rakousko (AUT)                        |
| MS 2009 Val-d'Isère            | Kathrin Zettelová Rakousko (AUT)                 | Lara Gutová Švýcarsko (SUI)                       | Elisabeth Görglová Rakousko (AUT)                       |
| MS 2011 Garmisch-Partenkirchen | Anna Fenningerová Rakousko (AUT)                 | Tina Mazeová Slovinsko (SVN)                      | Anja Pärsonová Švédsko (SWE)                            |
| MS 2013 Planai                 | Maria Höflová-Rieschová Německo (GER)            | Tina Mazeová Slovinsko (SVN)                      | Nicole Hospová Rakousko (AUT)                           |
| MS 2015 Vail a Beaver Creek    | Tina Mazeová Slovinsko (SVN)                     | Nicole Hospová Rakousko (AUT)                     | Michaela Kirchgasserová Rakousko (AUT)                  |
| MS 2017 Svatý Mořic            | [[]] Švýcarsko (SUI)                             | Michelle Gisinová Švýcarsko (SUI)                 | Michaela Kirchgasserová Rakousko (AUT)                  |
| MS 2019 Åre                    | Wendy Holdenerová Švýcarsko (SUI)                | Petra Vlhová Slovensko (SVK)                      | Ragnhild Mowinckelová Norsko (NOR)                      |
| MS 2021 Cortina d'Ampezzo      | Mikaela Shiffrinová Spojené státy americké (USA) | Petra Vlhová Slovensko (SVK)                      | Michelle Gisinová Švýcarsko (SUI)                       |
| MS 2023 Courchevel a Méribel   | Federica Brignoneová Itálie (ITA)                | Wendy Holdenerová Švýcarsko (SUI)                 | Ricarda Haaserová Rakousko (AUT)                        |

### Paralelní obří slalom (ženy)
| Rok                          | Zlato                                                                | Stříbro                           | Bronz                                   |
| ---------------------------- | -------------------------------------------------------------------- | --------------------------------- | --------------------------------------- |
| MS 2021 Cortina d'Ampezzo    | Marta Bassinová Itálie (ITA) Katharina Liensbergerová Rakousko (AUT) | medaile neudělena                 | Tessa Worleyová Francie (FRA)           |
| MS 2023 Courchevel a Méribel | Maria Therese Tvibergová Norsko (NOR)                                | Wendy Holdenerová Švýcarsko (SUI) | Thea Louise Stjernesundová Norsko (NOR) |

### Týmová kombinace (ženy)
| Rok              | Zlato                                                              | Stříbro                                                  | Bronz                                                  |
| ---------------- | ------------------------------------------------------------------ | -------------------------------------------------------- | ------------------------------------------------------ |
| MS 2025 Saalbach | Spojené státy americké (USA) Breezy Johnsonová Mikaela Shiffrinová | Švýcarsko (SUI) Lara Gutová-Behramiová Wendy Holdenerová | Rakousko (AUT) Stephanie Venierová Katharina Truppeová |

## Smíšené soutěže

### Závod družstev
Od roku 2005 se v rámci mistrovství světa v alpském lyžování koná týmová soutěž. Zúčastňují se jich smíšené týmy mužů a žen. V roce 2009 byla soutěž zrušena z důvodu nepříznivých povětrnostních podmínek
V soutěži týmů triumfovali zástupci čtyř zemí. Rakouský tým má nejvíce vítězství a zlatou medaili získal 3x. Tabulka ukazuje kompletní sestavu týmů, které zvítězily v soutěži týmů na mistrovství světa v alpském lyžování 2005–2019. Z důvodu přehledu jsou také uvedeny muži začínající v týmech (kurzívou).
| Rok                            | Zlato | Stříbro | Bronz |
| ------------------------------ | --- | --- | --- |
| MS 2005 Bormio                 | Německo (GER) Monika Bergmannová-Schmudererová Martina Ertlová Hilde Gergová Florian Eckert Andreas Ertl Felix Neureuther                 | Rakousko (AUT) Renate Götschlová Nicole Hospová Kathrin Zettelová Benjamin Raich Rainer Schönfelder Michael Walchhofer                               | Francie (FRA) Ingrid Jacquemodová Carole Montilletová Christel Pascalová Laure Pequegnot Pierrick Bourgeat Jean-Pierre Vidal |
| MS 2007 Åre                    | Rakousko (AUT) Renate Götschlová Michaela Kirchgasserová Marlies Schildová Mario Matt Benjamin Raich Fritz Strobl                         | Švédsko (SWE) Anna Ottossonová Anja Pärsonová Jens Byggmark Patrik Järbyn Markus Larsson Hans Olsson                                                 | Švýcarsko (SUI) Sandra Giniová Rabea Grandová Nadia Stygerová Fabienne Suterová Daniel Albrecht Marc Berthod                 |
| MS 2011 Garmisch-Partenkirchen | Francie (FRA) Taïna Bariozová Anémone Marmottanová Tessa Worleyová Thomas Fanara Cyprien Richard Gauthier de Tessières                    | Rakousko (AUT) Anna Fenningerová Michaela Kirchgasserová Marlies Schildová Romed Baumann Benjamin Raich Philipp Schörghofer                          | Švédsko (SWE) Anja Pärsonová Maria Pietiläová Holmnerová Hans Olsson Matts Olsson Sara Hectorová Axel Bäck                   |
| MS 2013 Planai                 | Rakousko (AUT) Nicole Hospová Michaela Kirchgasserová Carmen Thalmannová Marcel Hirscher Philipp Schörghofer Marcel Mathis                | Švédsko (SWE) Nathalie Eklundová Frida Hansdotterová Maria Pietiläová Holmnerová Mattias Hargin André Myhrer Jens Byggmark                           | Německo (GER) Lena Dürrová Maria Rieschová Fritz Dopfer Felix Neureuther Veronique Hroneková Stefan Luitz                    |
| MS 2015 Vail a Beaver Creek    | Rakousko (AUT) Eva-Maria Bremová Michaela Kirchgasserová Marcel Hirscher Christoph Nösig Nicole Hospová Philipp Schörghofer               | Kanada (CAN) Candace Crawfordová Erin Mielzynskiová Phil Brown Trevor Philp Marie-Pier Préfontaineová Erik Read                                      | Švédsko (SWE) Maria Pietiläová Holmnerová Anna Swennová-Larssonová Mattias Hargin André Myhrer Sara Hectorová Markus Larsson |
| MS 2017 Svatý Mořic            | Francie (FRA) Adeline Baudová-Mugnierová Tessa Worleyová Mathieu Faivre Alexis Pinturault Nastasia Noensová Julien Lizeroux               | Slovensko (SVK) Veronika Velez Zuzulová Petra Vlhová Matej Falat Adam Žampa Tereza Jančová Andreas Žampa                                             | Švédsko (SWE) Frida Hansdotterová Maria Pietiläová Holmnerová Mattias Hargin André Myhrer Emelie Wikströmová Gustav Lundbäck |
| MS 2019 Åre                    | Švýcarsko (SUI) Aline Daniothová Wendy Holdenerová Daniel Yule Ramon Zenhäusern Andrea Ellenbergerová Sandro Simonet                      | Rakousko (AUT) Katharina Liensbergerová Katharina Truppeová Michael Matt Marco Schwarz Franziska Gritschová Christian Hirschbühl                     | Itálie (ITA) Irene Curtoniová Lara Della Meaová Simon Maurberger Alex Vinatzer Marta Bassinová Riccardo Tonetti              |
| MS 2021 Cortina d'Ampezzo      | Norsko (NOR) Kristina Riisová-Johannessenová Thea Louise Stjernesundová Sebastian Foss-Solevaag Fabian Wilkens Solheim Kristin Lysdahlová | Švédsko (SWE) Sara Hectorová Estelle Alphandová Kristoffer Jakobsen Mattias Rönngren Jonna Luthman William Hansson                                   | Německo (GER) Emma Aicherová Andrea Filserová Stefan Luitz Alexander Schmid Lena Dürrová Linus Straßer                       |
| MS 2023 Courchevel a Méribel   | Spojené státy americké (USA) Paula Moltzanová Nina O’Brienová Tommy Ford River Radamus Katie Hensien Luke Winters                         | Norsko (NOR) Kristin Lysdahlová Thea Louise Stjernesundová Maria Therese Tvibergová Timon Haugan Alexander Steen Olsen Leif Kristian Nestvold-Haugen | Kanada (CAN) Valérie Grenierová Britt Richardsonová Jeffrey Read Erik Read                                                   |
| MS 2025 Saalbach               | Itálie (ITA) Giorgia Collombová Lara Della Meaová Filippo Della Viteová Alex Vinatzerová                                                  | Švýcarsko (SUI) Luca Aerniová Delphine Darbellayová Wendy Holdenerová Thomas Tumlerová                                                               | Švédsko (SWE) Estelle Alphandová Fabian Ax Swartzová William Hanssonová Sara Hectorová Kristoffer Jakobsenová Lisa Nybergová |